# Nicki (Sängerin)

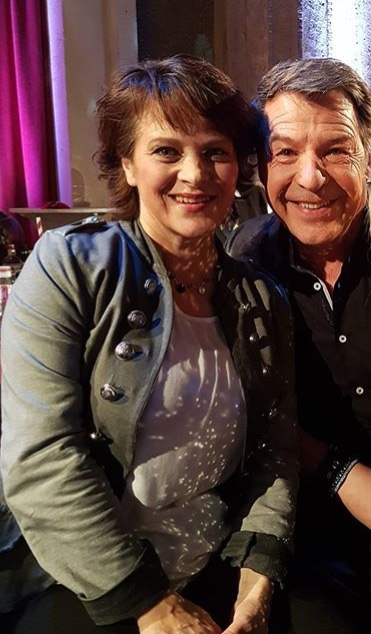
Nicki und Patrick Lindner (2018)

Nicki, bürgerlich Doris Andrea Hrda (* 2. November 1966 in Plattling, Landkreis Deggendorf), ist eine deutsche Schlagersängerin und Komponistin. Ihr musikalischer Durchbruch gelang ihr 1983 mit Servus, mach’s guat.

## Karriere

### 1982–1989: Entdeckung und Erfolge
1982 wurde Nicki bei einem Talentwettbewerb in Landshut von Gog Seidl entdeckt und erhielt einen Plattenvertrag. 1983 brachte ihre erste Single Servus, mach’s guat, ein Schlager in bairischer Mundart, den ersten Erfolg. Sie trat damit, bei der Anreise von ihren Eltern begleitet, im Talentschuppen des Südwestfunks auf. Den Künstlernamen „Nicki“ dachte sich Popstar Sandra aus. Nicki blieb ihrem Dialekt treu und hatte auch mit zahlreichen weiteren Titeln Erfolg. Ihre größten Hits wurden von Harald Steinhauer komponiert und von Helmut Frey getextet. Nicki trat in verschiedenen Musiksendungen des Fernsehens auf – unter anderem solo oder mit Band 35-mal in der ZDF-Hitparade (1984 bis 1996) – und gab etliche Konzerte.
Ihr Debütalbum Servus Nicki erschien im Mai 1985 und wurde von Harald Steinhauer und Michael Cretu produziert. In Österreich erreichte das Album Platin, in Deutschland Gold. Es wurden fünf der zehn Songs als Single ausgekoppelt, wovon vier Singles die Top-40 der deutschen Charts erreichten. Ende des Jahres veröffentlichte Nicki ein Weihnachtsalbum.
Mit über einer halben Million Tonträger wurde das 1986 veröffentlichte Album Ganz oder gar net Nickis größter Erfolg. In Deutschland erreichte das Album Platin und hielt sich fast ein ganzes Jahr in den Charts. Die ersten beiden Singles Wenn i mit dir tanz und Wegen dir gelten als Nickis größte Hits. Mit Wegen dir schaffte sie es erstmals auf Platz eins der ZDF-Hitparade.
1987 erreichte Nickis drittes Studioalbum Kleine Wunder Platz vier der deutschen Albumcharts. Die drei Singles Mehr von dir, Mit dir des wär mei Leben und I bin a bayerisches Cowgirl wurden zu großen Schlagerhits. Mit den beiden letztgenannten Liedern schaffte sie es erneut jeweils auf Platz eins der ZDF-Hitparade.
Ende 1988 konnte Nicki mit ihrem Song Samstag Nacht trotz großer Konkurrenz erneut die ZDF-Hitparade gewinnen und verwies Blue System, Sandra, Juliane Werding und andere auf die Plätze. Der Song war die erste Veröffentlichung aus dem Album Radio Bavaria, welches erneut Goldstatus erreichen konnte. Mit Koana war so wie du und Vasolidor gewann sie das Zuschauer-Voting in der ZDF-Hitparade.
1989 erschien die erste Kompilation und wurde ein großer Erfolg. Mein Hitalbum schaffte es in Deutschland und in der Schweiz in die Top Ten.

### 1990–1999: Stilwechsel
Obwohl Nicki ihrem Produzenten Harald Steinhauer auch in den 1990er Jahren vorerst treu blieb, wurde Nickis Stil nunmehr etwas poppiger. Im April 1990 erreichte sie mit Wie a Traum Platz 25 der deutschen Singlecharts und konnte die ZDF-Hitparade sogar zwei Mal in Folge gewinnen. Auch die folgenden Single-Auskopplungen aus dem Album Immer mehr schafften es in die Charts: Wenn du bei mir bist, Doch die Zeit bleibt stehn und Hals über Kopf.
1992 eroberte Nicki die Charts gleich mit drei Liedern: Du bist in meiner Macht, Des geht vorbei und Grenzenlos ist uns're Liebe aus dem Album Grenzenlos. 1993 folgte mit Was wärst du ohne mi die erste Single aus dem Album Tausend Fragen.
Mitte der 1990er Jahre ließen die Erfolge der Niederbayerin nach. Nicki entwickelte sich mehr Richtung Countrymusik und Songs wie Immer nur bei dir oder Schau mi net so an konnten sich nicht in den Charts platzieren und auch die Alben Herzsprünge und Zurück zu mir floppten.
1996 gab sie ihr Debüt als Moderatorin in der Show Das große Wunschkonzert.

### Seit 2000: Musikalischer Rückzug und Comeback
Danach wurde es etwas ruhiger um Nicki. Sie zog sich aus dem Showgeschäft zurück und widmete sich dem Familienleben. Im September 2006 hatte sie ein Comeback mit ihrem neuen Album: I gib wieder Gas. Darauf enthalten ist unter anderem eine Coverversion des deutschen ESC-Beitrages No No Never von Texas Lightning in bairischer Mundart mit dem Titel Nie im Leben.
Im Dezember 2006 beendete sie ihr Comeback aus gesundheitlichen Gründen. Alle Termine, darunter eine für 2007 geplante Tournee, wurden abgesagt.
2008 hatte Nicki ihr 25-jähriges Bühnenjubiläum und kündigte an, nun doch wieder im Musikgeschäft arbeiten zu wollen. Am 1. Juni 2008 wurde ihr im Rahmen des Bayrischen Königinnentages in Lalling der ARGE-Medienpreis 2008 verliehen. Sie erhielt den Preis für ihr musikalisches Schaffen und ihr soziales Engagement. Den mit 2.000 Euro dotierten Preis spendete Nicki an den schwerstbehinderten fünfjährigen Niko, der dringend einen Lift benötigte. Für Niko organisierte Nicki gemeinsam mit der Band El Matadors am 14. September 2008 ein Benefizkonzert in Deggendorf.
2013 feierte die Sängerin ihr 30-jähriges Bühnenjubiläum und gab zu diesem Anlass in Plattling zwei Jubiläumskonzerte. Im November 2013 wurde sie mit einem Smago-Award ausgezeichnet.
Am 13. September 2015 übernahm Nicki auf Sat.1 Gold in der Sendung Goldschlager – Die Hits der Stars die Außenmoderation. Die Dreharbeiten dazu fanden am 6. August auf der Festung Marienberg, im Hofgarten der Residenz und in den Weinbergen in Würzburg statt.
Patrick Lindner und Nicki veröffentlichten am 5. Januar 2018 ihr Duett Baby Voulez Vous.
Nach zwei erfolglosen Alben feierte Nicki Ende 2018 ein kleines Comeback mit dem Album Herzhoamat, welches sich zumindest eine Woche in den Charts halten konnte. Von dem durch Stars wie Helene Fischer ausgelösten Schlagerboom konnte sie allerdings wenig profitieren und nach wie vor nicht an alte Erfolge anknüpfen.
Im Jahr 2021 veröffentlichte die bayerische Band DeSchoWieda zusammen mit Nicki und Fleischi eine Coverversion zu Wenn i mit dir tanz. Im Juni 2023 feierte Nicki mit der Eröffnung des Plattlinger Künstlersommers in ihrer Heimatstadt ihr 40-jähriges Bühnenjubiläum. Als Gaststar wirkte Nicki in der Krimikömödie Der Fichtelgebirgskrimi – Impfdrutschala mit.

## Privatleben
Nicki wuchs mit drei Brüdern und zwei Schwestern im niederbayerischen Plattling auf. Sie lebt mit ihrem Ehemann und ihren beiden Töchtern in Plattling. Während der ARD-Sendung Das Sommerfest am See mit Florian Silbereisen am 31. Mai 2014 wurde bekannt, dass Nicki ihren Lebensgefährten zwei Jahre zuvor, am 3. Dezember 2011, geheiratet hatte. Im Jahr 1999 engagierte sich Nicki als Schirmherrin für die deutsche Kinderkrebsstiftung.

## Diskografie
Studioalben

| Jahr | Titel                            | Höchstplatzierung, Gesamtwochen, AuszeichnungChartplatzierungen (Jahr, Titel, Platzierungen, Wochen, Auszeichnungen, Anmerkungen) | Höchstplatzierung, Gesamtwochen, AuszeichnungChartplatzierungen (Jahr, Titel, Platzierungen, Wochen, Auszeichnungen, Anmerkungen) | Höchstplatzierung, Gesamtwochen, AuszeichnungChartplatzierungen (Jahr, Titel, Platzierungen, Wochen, Auszeichnungen, Anmerkungen) | Anmerkungen                                                |
| Jahr | Titel                            | DE | AT | CH | Anmerkungen                                                |
| ---- | -------------------------------- | --- | --- | --- | ---------------------------------------------------------- |
| 1985 | Servus, Nicki                    | DE— GoldDE | AT18 Platin · (14 Wo.)AT | — | Erstveröffentlichung: 9. April 1985 Verkäufe: + 300.000    |
| 1985 | Weihnachten mit Nicki            | — | — | — | Erstveröffentlichung: 1985                                 |
| 1986 | Ganz oder gar net                | DE16 Platin · (47 Wo.)DE | AT8 Gold · (14 Wo.)AT | CH17 Gold · (7 Wo.)CH | Erstveröffentlichung: 28. April 1986 Verkäufe: + 550.000   |
| 1987 | Kleine Wunder                    | DE4 Gold · (24 Wo.)DE | AT14 (6 Wo.)AT | CH5 Platin · (11 Wo.)CH | Erstveröffentlichung: 20. Juli 1987 Verkäufe: + 300.000    |
| 1988 | Radio Bavaria                    | DE28 Gold · (14 Wo.)DE | — | CH16 Gold · (9 Wo.)CH | Erstveröffentlichung: 7. November 1988 Verkäufe: + 275.000 |
| 1990 | Immer mehr                       | DE22 (23 Wo.)DE | — | CH17 Gold · (11 Wo.)CH | Erstveröffentlichung: 14. Mai 1990 Verkäufe: + 25.000      |
| 1992 | Grenzenlos                       | DE56 (5 Wo.)DE | — | CH30 (1 Wo.)CH | Erstveröffentlichung: 12. April 1992                       |
| 1993 | Tausend Fragen                   | — | AT37 (1 Wo.)AT | — | Erstveröffentlichung: 30. August 1993                      |
| 1995 | Ois Easy – 10 neue Country Songs | DE73 (7 Wo.)DE | — | — | Erstveröffentlichung: 11. April 1995                       |
| 1996 | Herzsprünge                      | — | AT46 (2 Wo.)AT | — | Erstveröffentlichung: 20. September 1996                   |
| 1999 | Zurück zu mir                    | — | AT45 (1 Wo.)AT | — | Erstveröffentlichung: 1. März 1999                         |
| 2006 | I gib wieder Gas                 | DE87 (1 Wo.)DE | — | — | Erstveröffentlichung: 15. September 2006                   |
| 2009 | Passt scho!                      | — | — | — | Erstveröffentlichung: 16. September 2009                   |
| 2011 | So wie i                         | — | — | — | Erstveröffentlichung: 8. April 2011                        |
| 2018 | Herzhoamat                       | DE76 (1 Wo.)DE | AT69 (1 Wo.)AT | CH87 (1 Wo.)CH | Erstveröffentlichung: 19. Oktober 2018                     |

## Auszeichnungen
- Goldene Europa
  - 1983
- Goldene Stimmgabel
  - 1984, 1987, 1988, 1989
- Löwe von Radio Luxemburg
  - 1989: „Bronze“ für das Lied „Koana war so wie Du“
- RSH-Gold
  - 1988
- Belgischer Rundfunk
  - Silberne Antenne 1988
  - Silberne Antenne 1989
- Smago-Award
  - 2013
- Stadt Plattling
  - Ehrenbrief Januar 1997
  - Bladilo-Taler Dezember 2017
- Bayrische Staatsregierung
  - 2022 Bayerischer Verdienstorden[9]
- Nürnberger Luftflotte des Prinzen Karneval e. V.[10][11]
  - 19.01.2025 Sonderorden "Wider die Neidhammel"